# Kaliningrado
Kaliningrado, Caliningrado ou Calininegrado (em russo: Калининград; romaniz.: Kaliningrad; em polonês/polaco: Królewiec; em lituano: Karaliaučius) é a capital do oblast russo homônimo, exclave russo entre a Polónia e a Lituânia, à beira do Mar Báltico.

Fundada em 1255 pelos Cavaleiros Teutónicos sob o nome de Königsberg ("montanha do rei", também dita Conisberga em português), foi, de 1466 a 1656, parte da Polônia. Também foi a capital da Prússia Oriental e, a partir de 1871, fez parte do Império Alemão.
Famosa por ter tido entre os seus habitantes o filósofo Immanuel Kant, a cidade também é célebre pelo problema das sete pontes de Königsberg, resolvido por Euler em 1736.
Seu nome atual é uma homenagem ao revolucionário bolchevique Mikhail Kalinin.

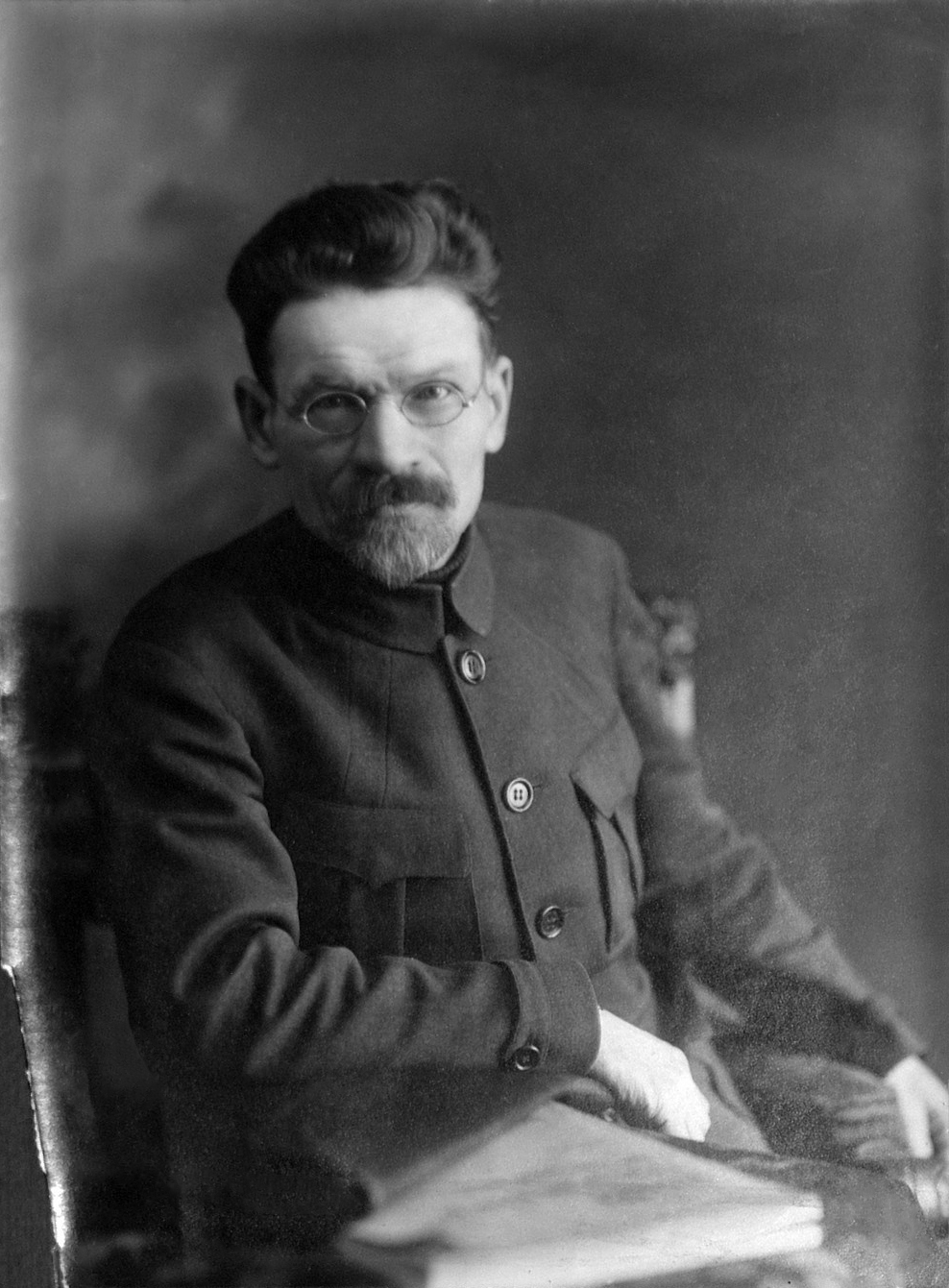
Mikhail Kalinin

## História
No fim da Segunda Guerra Mundial, em 1945, a cidade foi anexada pela União Soviética (como parte da República Socialista Federativa Soviética da Rússia), enquanto se aguardava a decisão definitiva sobre questões territoriais (incluindo a partição da antiga Prússia Oriental) que viria no acordo de paz, valendo até lá o que fora decidido pelos Aliados (União Soviética, Estados Unidos e Grã-Bretanha) participantes da Conferência de Potsdam.
A Conferência concordou, em princípio, com a proposta do governo soviético sobre a transferência definitiva para a União Soviética da cidade de Koenigsberg e da área adjacente a ela, a ser confirmada por exame pericial da fronteira real. O Presidente dos Estados Unidos e o Primeiro-Ministro britânico declararam que apoiariam a proposta da Conferência no acordo de paz que viria a seguir.
Königsberg foi renomeada Kaliningrado em 1946 após a morte do Presidente do Presidium do Soviete Supremo da URSS, Mikhail Kalinin, um dos bolcheviques originais. A população alemã sobrevivente foi expulsa da área, entre 1946 e 1949, e a cidade foi repovoada por cidadãos soviéticos. A língua alemã foi substituída pela língua russa. A cidade, que fora devastada pelos bombardeios britânicos durante a Guerra, foi reconstruída. Por ser o território mais ocidental da URSS, o Oblast de Kaliningrado tornou-se uma área estrategicamente importante durante a Guerra Fria. A Frota do Báltico (soviética) permaneceria em Kaliningrado, ao longo dos anos 1950, e, por sua importância estratégica, a cidade foi fechada a visitantes estrangeiros.
Em 1957 foi firmado um acordo, que passaria a vigorar posteriormente, delimitando a fronteira entre a Polônia e a União Soviética.

## Geografia
A Região de Kaliningrado é a subdivisão mais ocidental da Rússia. Tem 15 100 km² de área e está completamente separada da outra área da Rússia pelas fronteiras terrestres de países estrangeiros e águas marítimas internacionais.
No norte e leste a Região de Kaliningrado tem fronteira com a Lituânia, ao sul com a Polônia, a oeste com mar Báltico. O comprimento máximo da Região de Kaliningrado de leste a oeste é de 205 km e de norte a sul é de 108 km. A distância de Kaliningrado à Polônia é de apenas 35 km e da Lituânia 70 km. O centro regional da Rússia mais próximo é o Pskov que se encontra a 800 km, e a distância para Moscou é de 1289 km.
O centro administrativo é Kaliningrado (antiga Koenigsberg — fundada em 1255).

### Clima
O clima da Região de Kaliningrado é do tipo continental oceânico com verão morno da latitude 50 e 60 Norte (Dfb). A temperatura média anual é de 8 °C. A temperatura média de Janeiro é de -3 °C a -5 °C, de Julho é de +15 °C a +17 °C. As precipitações médias anuais na Região de Kaliningrado são de 700 mm.
| Dados climatológicos para Kaliningrado | Dados climatológicos para Kaliningrado | Dados climatológicos para Kaliningrado | Dados climatológicos para Kaliningrado | Dados climatológicos para Kaliningrado | Dados climatológicos para Kaliningrado | Dados climatológicos para Kaliningrado | Dados climatológicos para Kaliningrado | Dados climatológicos para Kaliningrado | Dados climatológicos para Kaliningrado | Dados climatológicos para Kaliningrado | Dados climatológicos para Kaliningrado | Dados climatológicos para Kaliningrado | Dados climatológicos para Kaliningrado |
| Mês                                    | Jan                                    | Fev                                    | Mar                                    | Abr                                    | Mai                                    | Jun                                    | Jul                                    | Ago                                    | Set                                    | Out                                    | Nov                                    | Dez                                    | Ano                                    |
| -------------------------------------- | -------------------------------------- | -------------------------------------- | -------------------------------------- | -------------------------------------- | -------------------------------------- | -------------------------------------- | -------------------------------------- | -------------------------------------- | -------------------------------------- | -------------------------------------- | -------------------------------------- | -------------------------------------- | -------------------------------------- |
| Temperatura máxima recorde (°C)        | 12,7                                   | 15,6                                   | 23,0                                   | 28,5                                   | 30,6                                   | 33,5                                   | 36,3                                   | 36,5                                   | 33,8                                   | 26,4                                   | 19,4                                   | 13,3                                   | 36,5                                   |
| Temperatura máxima média (°C)          | 0,7                                    | 1,5                                    | 5,6                                    | 12,3                                   | 18,0                                   | 20,5                                   | 23,0                                   | 22,6                                   | 17,6                                   | 12,1                                   | 5,6                                    | 1,9                                    | 11,8                                   |
| Temperatura média (°C)                 | −1,5                                   | −1,1                                   | 2,0                                    | 7,3                                    | 12,5                                   | 15,5                                   | 18,1                                   | 17,6                                   | 13,1                                   | 8,4                                    | 3,3                                    | −0,3                                   | 7,9                                    |
| Temperatura mínima média (°C)          | −3,9                                   | −3,6                                   | −1,1                                   | 2,9                                    | 7,4                                    | 10,9                                   | 13,6                                   | 13,1                                   | 9,2                                    | 5,2                                    | 1,1                                    | −2,5                                   | 4,4                                    |
| Temperatura mínima recorde (°C)        | −32,5                                  | −33,3                                  | −21,7                                  | −5,8                                   | −3,1                                   | 0,7                                    | 4,5                                    | 1,6                                    | −2,0                                   | −11,2                                  | −18,7                                  | −25,6                                  | −33,3                                  |
| Precipitação (mm)                      | 68                                     | 49                                     | 52                                     | 36                                     | 54                                     | 79                                     | 77                                     | 97                                     | 74                                     | 82                                     | 83                                     | 73                                     | 824                                    |
| Dias com precipitação                  | 14                                     | 13                                     | 14                                     | 14                                     | 14                                     | 16                                     | 15                                     | 16                                     | 17                                     | 18                                     | 18                                     | 16                                     | 185                                    |
| Dias com neve                          | 15                                     | 15                                     | 10                                     | 3                                      | 0,1                                    | 0                                      | 0                                      | 0                                      | 0                                      | 1                                      | 7                                      | 13                                     | 64                                     |
| Umidade relativa (%)                   | 85                                     | 83                                     | 78                                     | 72                                     | 71                                     | 74                                     | 75                                     | 77                                     | 81                                     | 83                                     | 86                                     | 87                                     | 79                                     |
| Insolação (h)                          | 35                                     | 61                                     | 120                                    | 171                                    | 253                                    | 264                                    | 257                                    | 228                                    | 158                                    | 96                                     | 38                                     | 26                                     | 1 707                                  |
| Fonte: Pogoda.ru.net                   |                                        |                                        |                                        |                                        |                                        |                                        |                                        |                                        |                                        |                                        |                                        |                                        |                                        |
| Fonte 2: NOAA (sol, 1961–1990)         |                                        |                                        |                                        |                                        |                                        |                                        |                                        |                                        |                                        |                                        |                                        |                                        |                                        |

### Recursos naturais
A maior parte da Região de Kaliningrado ocupa a planície e cume do Báltico no sudeste, com alturas de até 230 m.
Na Região de Kaliningrado existem depósitos de âmbar (uma das maiores do mundo), argila, cascalho, sal, etc.
Istmo do Báltico e da Curlândia separam do mar dois grandes golfos de água doce – Golfo de Kaliningrado e Golfo de Curõnia. Os grandes rios da Região de Kaliningrado: Neman (com o influxo de Sheshupe) e Pregolya (com o fluxo de Lava). Há também inúmeros lagos.
A Região de Kaliningrado é localizada em uma zona de florestas mistas. As florestas cobrem cerca de 15% do território.
Na Região de Kaliningrado possui um parque nacional Kurshskaya Kosa (Istmo da Curlândia). Istmo da Curlândia é uma península de areia na Lituânia e na Rússia. Seu comprimento é de 98 km, a largura é de 0,4 km a 3,8 km. Istmo da Curlândia é caracterizado por dunas de até 70 m, sua maior parte coberta de florestas (pinus, amieiro preto, carvalho, tília, olmo).
As condições naturais de vida na Região de Kaliningrado são muito favoráveis. Resorts da Região de Kaliningrado são: as cidades de Svetlogorsk (antiga Rauschen), Zelenogradsk (antiga Kranz), Pionerskiy (antiga Noykuren), aldeia Otradnoe.

## Subdivisões
A Região de Kaliningrado inclui 3 municípios e 19 distritos urbanos. O centro administrativo da Região de Kaliningrado é a cidade de Kaliningrado.

## Demografia
Região de Kaliningrado é uma das menores subdivisões na Rússia, mas pela densidade populacional (63 habitantes por km²) ocupa o terceiro lugar, e perdendo apenas para o Território de Krasnodar e a Região de Tula.
Na Região de Kaliningrado vivem 937 360 pessoas. A população urbana possui cerca de 717 425 pessoas e 219 935 pessoas vivem na zona rural.
As maiores cidades da Região de Kaliningrado são: Kaliningrado (427,8 mil pessoas), Chernyakhovsk (43,3 mil pessoas), Sovetsk (43,3 mil pessoas), Baltiysk (33,4 mil pessoas), Gusev (28,2 mil pessoas).
Pela idade a população da Região de Kaliningrado é distribuída da seguinte forma: a população em idade de trabalho é de 60,9%, em mais idade de trabalho — 19,6%, em menos idade de trabalho — 19,5%.
A população da Região de Kaliningrado é multinacional. Lá vivem representantes de 30 nacionalidades. Entre eles os mais numerosos são russos — 78,1%, bielorrussos — 7,7%, ucranianos — 7,6%, lituanos — 1,9%, armênios — 0,8%, alemães — 0,6% e poloneses — 0,5%.

## Economia
A indústria da Região de Kaliningrado produz uma vasta gama de produtos industriais e tecnológicos e bens de consumo: os navios, barcos e iates, carros e motos, guindastes e outros equipamentos de elevação, vagões, máquinas e equipamentos para ferrovias, aparelhos domésticos, equipamentos para a indústria de gás e petroquímica, estruturas de aço, motores elétricos, embalagens, equipamentos elétricos, madeira, papel, móveis, alimentos, roupas, calçados, diamantes processados, produtos semi-acabados e jóias feitas de âmbar, ouro e prata, etc. Cerca de 80% da produção das empresas da Região de Kaliningrado é consumida na Rússia.
Os principais centros industriais de Kaliningrado são Sovetsk, Chernyakhovsk, Gusev e Svetliy.
A indústria da Região de Kaliningrado inclui as seguintes atividades econômicas:
- extração de minerais — 8,3%;
- indústria transformadora — 85,7%;
- produção e distribuição de eletricidade, gás e água — 6,0%.

Estimativas apontam que na Região de Kaliningrado estão envolvidas na atividade industrial cerca de 6066 empresas, subdivididas principalmente nas seguintes atividades:
- extração de minerais — 120 empresas;
- indústria transformadora — 5740 empresas;
- produção e distribuição de eletricidade, gás e água — 206 empresas.

## Cidades-irmãs
Kaliningrado possui as seguintes cidades-irmãs:
| - Aalborg, Dinamarca - Białystok, Polónia - Elbląg, Polónia - Gdańsk, Polónia (desde 1993) - Gdynia, Polónia - Groningen, Países Baixos | - Kalmar, Suécia - Kiel, Alemanha - Klaipėda, Lituânia - Łódź, Polónia (desde 1992) - Malmö, Suécia - Cidade do México, México - Murmansk, Rússia | - Norfolk, Virgínia, Estados Unidos - Olsztyn, Polónia - Omsk, Rússia - Šiauliai, Lituânia - Toruń, Polónia - Zabrze, Polónia - Zwolle, Países Baixos - Patras, Grécia - Catania, Itália |

## Desportos
A cidade de Kaliningrado é a sede da Arena Baltika, estádio que sediou 4 partidas da Copa do Mundo FIFA de 2018, e do FC Baltika Kaliningrado, que participa do Campeonato Russo de Futebol. Também foi sede do FC Vest Kaliningrado, clube extinto. e do FC Baltika Tarko Kaliningrado.[carece de fontes?]